# Colocasia albescens
Colocasia albescens är en fjärilsart som beskrevs av Pfau. 1961. Colocasia albescens ingår i släktet Colocasia och familjen Pantheidae. Inga underarter finns listade i Catalogue of Life.